# Pejácsevich-kastély (Verőce)
A Pejácsevich-kastély egy 19. századi főúri kastély Horvátországban, Verőce városában. 

## Fekvése
A kastély Verőce város központjában, az egykori vár helyén áll.

## Története
A Pejácsevich család Mária Terézia királynő adományával 1749-ben kapta meg a verőcei uradalmat a mitrovicai birtokai megváltásaként, mivel azokat a katonai határőrvidékhez csatolták. A család ezután Verőcét 90 évig birtokolta.
A Pejacsevich-kastély építését 1800-ban Pejacsevich III. Antal gróf kezdte el. A 18. század második felében a család a várban található egyik szerény házban élt. Az építést megelőzően 1798 és 1799 között a középkori vár maradványait lebontották. Ennek a helyén építették fel 1800 és 1804 között a ma is látható barokk-klasszicista kastélyt N. Roth építész tervei szerint.
A 19. században a Pejacsevich család verőcei ága súlyos pénzügyi helyzetbe került, ezért 1841-ben eladta a kastélyt és az uradalmat György Vilmos Schaumburg–Lippei német hercegnek megteremtve a további gazdasági fejlődés feltételeit. A birtokot 1910-ben a Magyar Általános Hitelbank és a Drezdai Bank vette át, melyek az uradalom nagyobb részét felparcellázva eladogatták. A verőcei kastélyt 1911-ben Draskovich Iván gróf vette meg. Draskovich gróf 1916-ban felajánlotta a kastély megvételét a városi tanácsnak 60 ezer koronáért, de ezt visszautasították. A városnak csak 1931-ben sikerült megvennie a kastélyt, amikor a város főpolgármesteri hivatalát helyezték el benne. Később itt működött a városi múzeum, a könyvtár és az olvasóterem is. Ma a városi múzeum működik benne. Az épület felújítási munkálatait az 1950-es években kezdték meg és az alapjaitól elvégzett felújítást 1971-ben fejezték be.

## Mai állapota
A kastélyt úgy építették, hogy a városba vezető utak tengelyében helyezkedjen el és főhomlokzata a városi térre (ma Josip Jelačić bán tér) nézzen. A kastély egyemeletes épület, melynek alaprajza elnyújtott négyszög, hosszúsága 88, szélessége 13 méter. Az oldalakat sekény, míg a déli és az északi homlokzatot hangsúlyos rizalitok tagolják. A fedett tetőteraszt két sorban 16 oszlop tartja. A főszalon terasza egyúttal az udvar felé való kijárást is biztosítja. 
A déli, udvari homlokzat, a park felé fordul a földszint nyitott, valamint az emelet üvegezett árkádjaival. Mindegyik rizalit kiugrásában három-három ablaknyílás található. A manzárd tetők a kastélynak reprezentatív kinézetet adnak. A kastély földszintjén egy kocsi áthajtó van. A földszinten találhatók a kisegítő és a gazdasági helyiségek, az emeleten pedig a tulajdonos lakószobái vannak. 

## Galéria
- A délkeleti oldal
- A délnyugati oldal
- Az északkeleti oldal
- A kastély a 19. század végén